# Distrito de Pamparomás
El distrito de Pamparomás es uno de los diez que conforman la provincia de Huaylas ubicada en el departamento de Ancash, en el Perú.

## Toponimia
Pampa Romas, hace referencia a su geomorfología circundante, las formas de sus cerros. 

## Historia
El distrito fue creado mediante Ley del 2 de enero de 1857, en el gobierno del Presidente Ramón Castilla,  ratificado con la Ley del 13 de octubre de 1886. 
En el 10 de noviembre de 1896, el distrito fue anexado de la provincia de Santa a la de Huaylas. 

## Geografía
Tiene una superficie de 496,35 km².

## Capital
Su capital es el poblado de Pamparomás.

## Autoridades

### Municipales
- 2023 - 2026[4]
  - Alcalde: Vidal T. Milla Llanto.
  - Regidores:

Alcaldes anteriores
- 2011-2014:[5] Adrián Eugenio Palmadera Milla, del Movimiento independiente Reconstruyamos Ancash (RA).
- 2007-2010::  Rolando Roger Murillo Loayza.

## Festividades
- La fiesta de Santiago: del 23 al 29 de julio.